# Vater telephoniert mit den Fliegen
Vater telefoniert mit den Fliegen (Papa téléphone avec les mouches) est un recueil de poésie et de collages de Herta Müller, qui a été publié pour la première fois par les éditions Hanser en 2012. 
Il se compose de cinq parties et comprend 187  œuvres qui respectent le format d'une carte postale disposée à la verticale. Müller emploie le collage comme une métaphore et comme une pratique artistique. Les collages qui, au début, sont tournés vers le poétique et le ludique se dirigent, à mesure que l'on parcourt le recueil, vers une certaine valeur artistique.

## Le recueil
Il n'y a dans ce recueil, contrairement aux recueils traditionnels, aucune table des matières ni même de titre aux divers poèmes. En utilisant le collage au lieu d'une typographie traditionnelle, Müller parvient à montrer à quel point le plaisir des combinaisons et de la rime est subversif.
Les cinq parties du recueil portent chacune un titre en majuscules : 
1. Eine Nachricht die klar wie in Messe war (Un message aussi clair qu'un couteau)
2. Ein spielloser Fall ist der Schnee (La neige est une chute sans détour)
3. Das Wort unbedingt ist müd vom Wort unbedingt (Le mot absolu est lassé du mot absolu)
4. Wer weiss, wem ich das Leben stehl (Qui sait à qui je vole la vie)
5. Die Haut ist nur ein Fleck beleidigter Batist (La peau n'est qu'une tache plus outragée qu'un batiste)